# Жаба плямиста
Жаба плямиста (Rana pretiosa) — вид земноводних з роду Бура жаба родини Жаб'ячі. Інша назва «орегонська жаба».

## Опис
Загальна довжина досягає 4—10 см. Спостерігається статевий диморфізм: самиця більша за самця. За своєю будовою схожа на інших представників свого роду. Забарвлення коливається від зеленого до коричневого з чорними плямами на голові та спині. Звідси походить назва цього земноводного.

## Спосіб життя
Полюбляє долини річок, сухі долини, міжріччя. Значний час тримається у воді. Зустрічається на висоті від 20 до 1570 м над рівнем моря. Доволі стійка до низьких температур, більш вимоглива до вологості. Здатна під час дощів долати великі відстані. Активна вдень. Живиться личинками лускокрилих, равликами, мокрицями. Пуголовки вживають гниючу рослинність.
Парування й розмноження відбувається у воді. Самиця наприкінці лютого- на початку березня відкладає на мілині. В одному місці можуть відкладати кілька самиць. Загальна чисельність такої кладки становить від 598 до 643 яйця. Через 18—30 днів з'являються пуголовки. Метаморфоз триває від 95 до 130 діб (залежності від температури води).

## Розповсюдження
Мешкає у штатах Орегон, Вашингтон, Каліфорнія (США) та провінції Британська Колумбія (Канада).